# Ron Stevens (voetballer)
Ron Stevens (17 januari 1959) is een Nederlands voormalig voetballer. Hij stond onder contract bij Sparta.